# Walter (Bischof, Whithorn)
Walter († Januar oder Februar 1235) war ein schottischer Geistlicher. Von 1209 bis zu seinem Tod war er Bischof von Whithorn.

## Herkunft und Aufstieg zum Bischof
Walter war Geistlicher und diente vor 1209 als Chamberlain bzw. Kanzler von Alan, Lord of Galloway, dem weitgehend autonom herrschenden Lord der südwestschottischen Herrschaft Galloway. Anfang 1209 starb John, der Bischof des Bistums Whithorn, das im Wesentlichen das Gebiet der Herrschaft Galloway umfasste. Wohl durch den Einfluss von Lord Alan wurde Walter zum neuen Bischof gewählt. Als einziges schottisches Bistum gehörte Whithorn zur nordenglischen Kirchenprovinz York, und noch im späten 12. Jahrhundert hatten die englischen Könige die Wahlen der Bischöfe von Whithorn beeinflusst. Möglicherweise wurde die Wahl von Walter dadurch beeinflusst, dass der englische König Johann Ohneland 1209 mit einem Heer zur schottischen Grenze gezogen war und den schottischen König Wilhelm I. zum Abschluss des Vertrags von Norham gezwungen hatte. An den Verhandlungen hatte Alan of Galloway erheblichen Anteil gehabt, und möglicherweise war es ein Gunstbeweis des englischen Königs, dass ein Vertrauter von Alan zum neuen Bischof gewählt werden durfte.

## Tätigkeit als Bischof
Über Walters Amtszeit ist nur wenig bekannt. Sitz des Bistums war das Prämonstratenserpriorat Whithorn Priory, das vor 1177 von den Lords of Galloway gegründet worden war. Offenbar war es zwischen Walter und den Kanonikern zu Spannungen gekommen, denn 1210 drängte Gervais d’Angles, der Abt des Mutterklosters Prémontré in Frankreich, Bischof Walter solle Whithorn Priory mit väterlicher Güte behandeln. Vor dem 2. November 1214 wurde Walter zum Bischof geweiht.
Er starb Anfang 1235. 1234 war Alan, Lord of Galloway ohne überlebende eheliche Söhne gestorben. Der schottische König Alexander II. wollte Galloway nun unter den Töchtern von Alan aufteilen und versuchte, nach dem Tod von Walter den Einfluss der schottischen Krone auf das Bistum Whithorn auszubauen.